# بيير ريفيويل
بيير هنري ريفويل  ولد في ليون يوم 12 جوان 1776 وتوفي يوم 19 مارس سنة 1842 وهو رسام فرنسي

## سيرة شخصية

### عائلة
ولد بيير ريفويل في أبرشية سان نيزير، وهو ابن أنطوان ريفويل، صانع الفراء، ومارغريت بونسيت  . سيدة الأدب لويز كوليه ، ني ريفويل، زوجة هيبوليت ريموند كوليه ، هي أخت زوجته. ابنه هنري أنطوان ريفويل ، هو مهندس معماري مشهور يعمل على ترميم العديد من المعالم الأثرية المرموقة في جنوب فرنسا.  أحد أبنائه، بنديكت هنري ريفويل ، روائي ورحالة. 

### تمرين
ولأنه لم يكن في وضع جيد، سمحت له عائلته بمتابعة التعليم المناسب. بدأ دراساته الرسم في المدرسة الوسطى في ليون، تعلم على يد دونات نونوات وألكسيس جروجنار.
في عام 1793 ، أجبر فقر عائلته على والده ان يشغله في مصنع ورق حائط في ليون، الذي وظفه لصنع الشعارات الوطنية، التي كانت رائجة في ذلك الوقت، ولا سيما العديد من صور الحرية. ثم تمكن من دخول ورشة جاك لويس ديفيد وواصل تعليمه هناك منذ عام 1795 .